# Henrique Alberto de La Grange d'Arquien
Henrique Alberto de La Grange d'Arquien, Marquês d'Arquien (8 de Setembro de 1613 – 24 de Maio de 1707), nascido em Calais, era filho de Antônio de La Grange d'Arquien, governador de Calais, e de Ana d'Ancienville.
Henrique casou-se com Francisca de La Châtre. Eles tiveram duas filhas, Luísa Maria e Maria Casimira, que se tornou rainha da Polônia. Foi nomeado cavaleiro em Żółkiew, Polônia, em 13 de abril de 1694. Tornou-se cardeal da Igreja Católica Romana em 1695 e foi cardeal-diácono de San Nicola in Carcere. Ele morreu em Roma em 24 de maio de 1707 aos 93 anos e foi enterrado na  Igreja de São Luís dos Franceses.